# NGC 5321
NGC 5321 је спирална галаксија у сазвежђу Ловачки пси која се налази на NGC листи објеката дубоког неба.
Деклинација објекта је + 33° 37' 59" а ректасцензија 13h 50m 43,6s. Привидна величина (магнитуда) објекта NGC 5321 износи 14,4 а фотографска магнитуда 15,3. NGC 5321 је још познат и под ознакама MCG 6-30-101, CGCG 190-65, NPM1G +33.0292, PGC 49148.